# 圖羅德霍姆山
41°46′21.1″N 2°26′15″E / 41.772528°N 2.43750°E

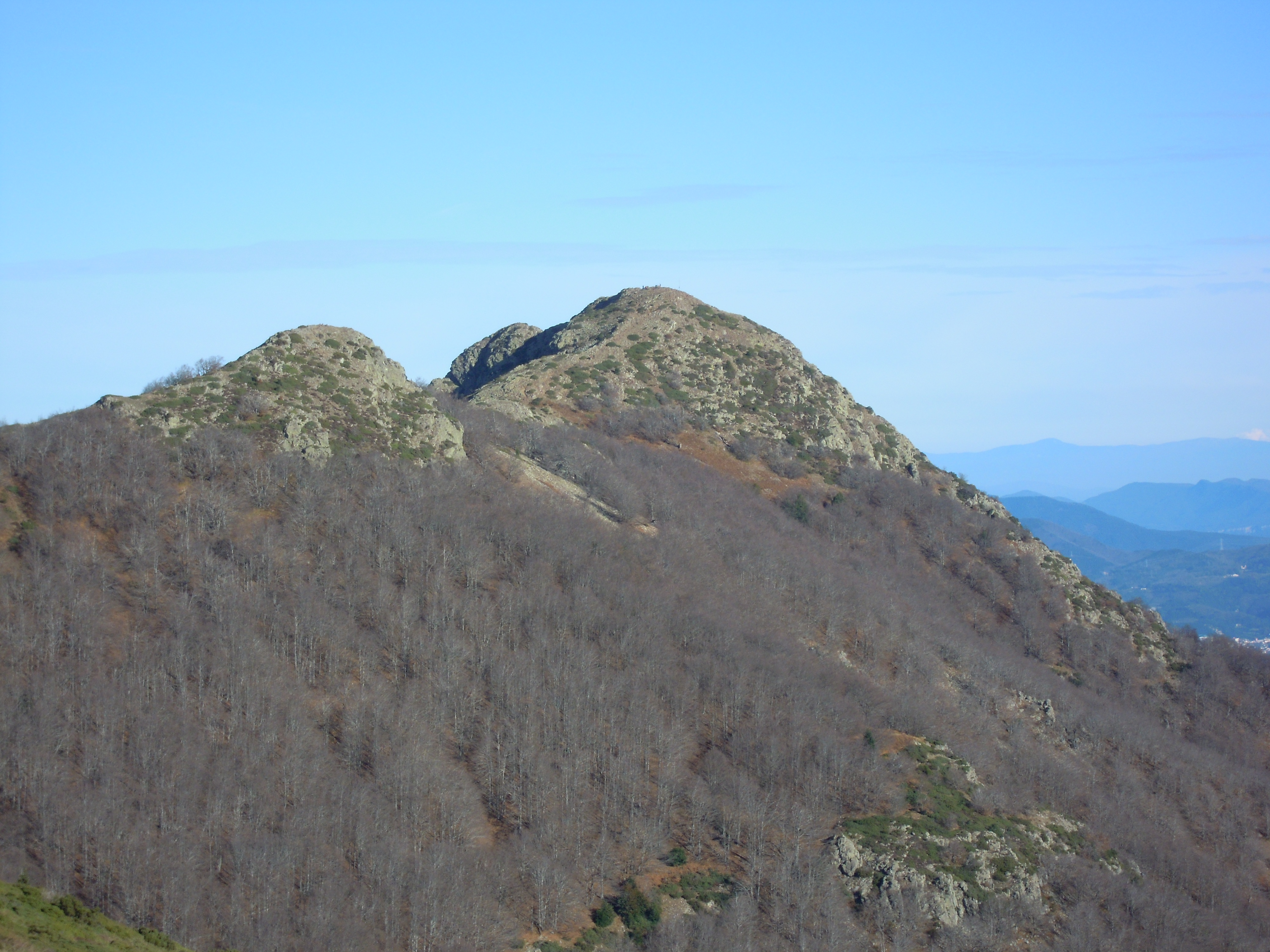

圖羅德霍姆山，是西班牙的山峰，位於該國東北部加泰羅尼亞，屬於加泰羅尼亞前海岸山脈中蒙特塞尼山脈的一部分，海拔高度1,712米。